# HK Stari Grad
Der HK Stari Grad ist ein Eishockeyclub aus Sarajevo-Stari Grad, einer Gemeinde der Stadt Sarajevo in Bosnien und Herzegowina. Der Club wurde 2002 gegründet und nimmt mit der Männermannschaft Vukovi (dt. „Wölfe“) an der Bosnisch-herzegowinischen Eishockeyliga teil. Wie alle anderen Mannschaften in Bosnien und Herzegowina trägt der Verein seine Spiele in der Olympiahalle Zetra in Sarajevo aus.

## Geschichte
Der Klub wurde 2002 gegründet und nahm in der Saison 2009/10 zum ersten Mal an der Bosnisch-herzegowinischen Eishockeyliga teil. In der regulären Saison belegte der Verein den 2. Platz. Im Playoff-Finale setzte man sich mit 2:1 gegen den HK Bosna durch und wurde somit auf Anhieb Bosnisch-herzegowinischer Meister. In der Saison 2012/13 belegte der Verein in der Vorrunde den 1. Platz. Das Playoff-Finale gewann der HK Stari Grad mit 2:0 gegen den HK Alfa Novo Sarajevo und wurde somit zum zweiten Mal bosnisch-herzegowinischer Meister. Auch 2014, 2019, 2020 und 2023 gewann das Team den Titel und ist mit sechs Titeln Rekordmeister seines Landes.